# Hanauer Truppen im Amerikanischen Unabhängigkeitskrieg

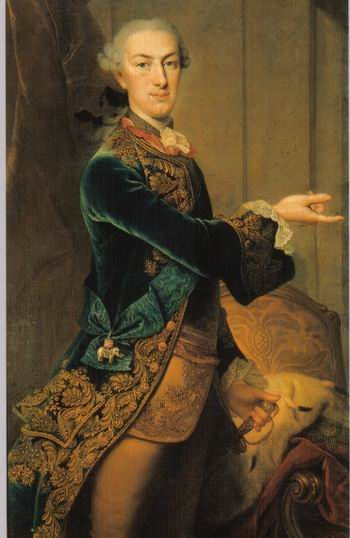
Wilhelm, Erbprinz von Hessen-Kassel und Graf von Hessen-Hanau, gemalt von Carl Gustaf Pilo um 1770

Die Armee der Grafschaft Hessen-Hanau diente von 1776 bis 1783 als britische Hilfstruppe im Amerikanischen Unabhängigkeitskrieg auf Grundlage von Subsidienverträgen, die der Hanauer Graf Wilhelm IX. (später als Wilhelm I. Landgraf von Hessen-Kassel), mit seinem Vetter, dem britischen König Georg III., geschlossen hatte. Mit 2422 Soldaten stellte Hessen-Hanau das drittgrößte Kontingent deutscher Soldaten im Amerikanischen Unabhängigkeitskrieg.

## Vorgeschichte
Die alte Grafschaft Hanau hatte bis zum Tod des letzten Hanauer Grafen 1736 bestanden und war dann zwischen Hessen-Kassel und Hessen-Darmstadt aufgeteilt worden. Jedoch wurde der Kasseler Teil bereits 1754 aufgrund der hessischen Assekurationsakte wieder von Hessen-Kassel getrennt und dem hessischen Erbprinzen Wilhelm als eigene Herrschaft übertragen, unabhängig von Hessen-Kassel, das von seinem katholisch gewordenen Vater Friedrich II. regiert wurde. Mütterlicherseits war Wilhelm mit dem britischen König Georg III. verwandt (beide waren Enkel des englischen Königs Georg II.).

## Subsidienvertrag
Bereits nach der Schlacht von Bunker Hill im Juni 1775 bot der hessen-hanauer Graf Erbprinz Wilhelm seinem britischen Vetter König Georg III. Hilfstruppen zur Niederschlagung der amerikanischen Aufständischen an. Nachdem der Aufstand immer größer wurde, kam man in Großbritannien zu dem Schluss, dass deutsche Hilfstruppen für den Kampf in Nordamerika angeworben werden sollten.
Ende 1775 kam der britische Oberst William Faucit als Generalbevollmächtigter des britischen Königs nach Deutschland, um mit befreundeten deutschen Fürsten Subsidienverträge abzuschließen, mit dem Ziel Hilfstruppen für den Einsatz in Nordamerika zu erhalten. Nachdem im Januar 1776 bereits Verträge mit Braunschweig-Lüneburg und mit Hessen-Kassel geschlossen worden waren, folgte der Vertrag mit Hessen-Hanau am 5. Februar 1776. Zunächst wurde zugesagt, ein Infanterieregiment von 668 Mann sowie eine Artillerie-Kompanie zu stellen, zusammen etwa 900 Mann. 1777 folgten ein Jägerkorps sowie 1781 ein Freikorps.
Die von Großbritannien gezahlten Subsidiengelder wurden auf etwa 465.000 Pfund berechnet, etwa 4,5 Millionen Gulden. Dies machte den hessischen Erbprinzen zu einem der reichsten deutschen Fürsten seiner Zeit.

## Eingesetzte Einheiten

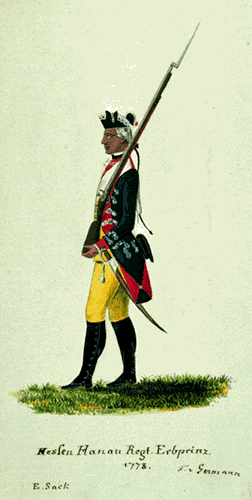
Füsilier des Regiments Erbprinz

Insgesamt kämpften vier Hanauer Armeeeinheiten in Amerika:
- Hessen-Hanauer Infanterieregiment Erbprinz, 1776, Oberst Wilhelm Rudolf von Gall
- Hessen-Hanauer Artillerie-Kompanie, 1776, Hauptmann Georg Pausch, drei Leutnants: Dufais, Bach und Spangenburg, insgesamt 120 Mann[3]
- Hessen-Hanauer Jägerkorps, 1777, Oberstleutnant Carl Adolf Christoph von Creuzburg
- Hessen-Hanauisches Freikorps, 1781, Oberstleutnant Michael von Janecke.

Insgesamt war das ein Kontingent von 2422 Soldaten, von denen 1441 nach Kriegsende 1783 zurückkehrten. Die übrigen 981 waren entweder gefallen, anderweitig gestorben oder waren als Siedler in Amerika geblieben. Die Zahl der Gefallenen oder Gestorbenen wird auf 500 geschätzt.

## Einsätze

### Seeschlacht vor Valcour Island

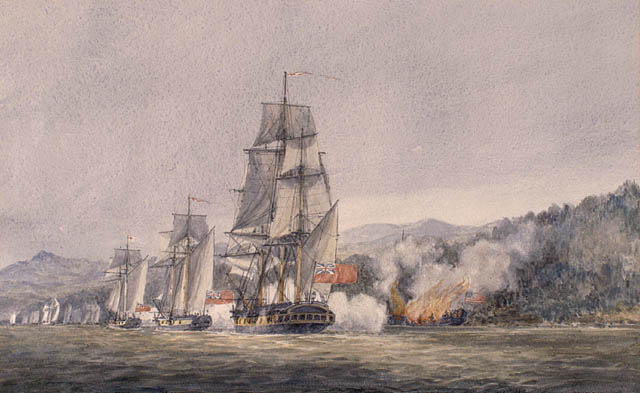
Seegefecht bei Valcour Island

Am 11. Oktober 1776 fand auf dem Lake Champlain das Seegefecht bei Valcour Island
zwischen britischen und amerikanischen Seestreitkräften statt, an der auch die Hessen-Hanauer Artillerie mit zwei Kanonenbooten (batteaux) teilnahm. Eines stand unter dem Kommando von Hauptmann Pausch, das andere wurde von Leutnant Dufais befehligt.
In den Tagen vor der Seeschlacht hatte sich die Hanauer Artillerie bei Fort Chambly gesammelt und war dann auf Flussbooten den Richelieu-Fluss hoch zum Lake Champlain gefahren, der am 10. Oktober erreicht wurde.
Am 11. Oktober um 5 Uhr morgens erhielt Hauptmann Pausch den Befehl, sich gefechtsbereit zu machen. Um 10.30 Uhr war das erste Artilleriefeuer zu hören. Kurz darauf trafen alle englischen Kanonenboote auf die feindlichen Schiffe in der Bucht hinter Valcour Island. Zuerst sichtete Pauschs Boot eine amerikanische Fregatte, die verlassen auf Steinklippen lag und kurz darauf zwei weitere Fregatten, die heftig schossen. Diese wurden von einigen Booten begleitet, die ebenfalls schnell und effizient feuerten. Auf englischer Seite kämpften 27 Kanonenboote. Dann erschienen die englischen Fregatten, eine davon die Maria, auf der sich der englische Befehlshaber General Carleton befand. Ihr folgten die Fregatten Carleton und Infexible, die sich jedoch alle wieder zurückzogen.
Gegen 13 Uhr wurde die Seeschlacht besonders heftig. Am Abend endete die Schlacht. Am 18. Oktober bedankte sich der englische Brigademajor Bloomfield in einem Brief an Pausch für dessen Einsatz während der Schlacht.

### Saratoga-Feldzug

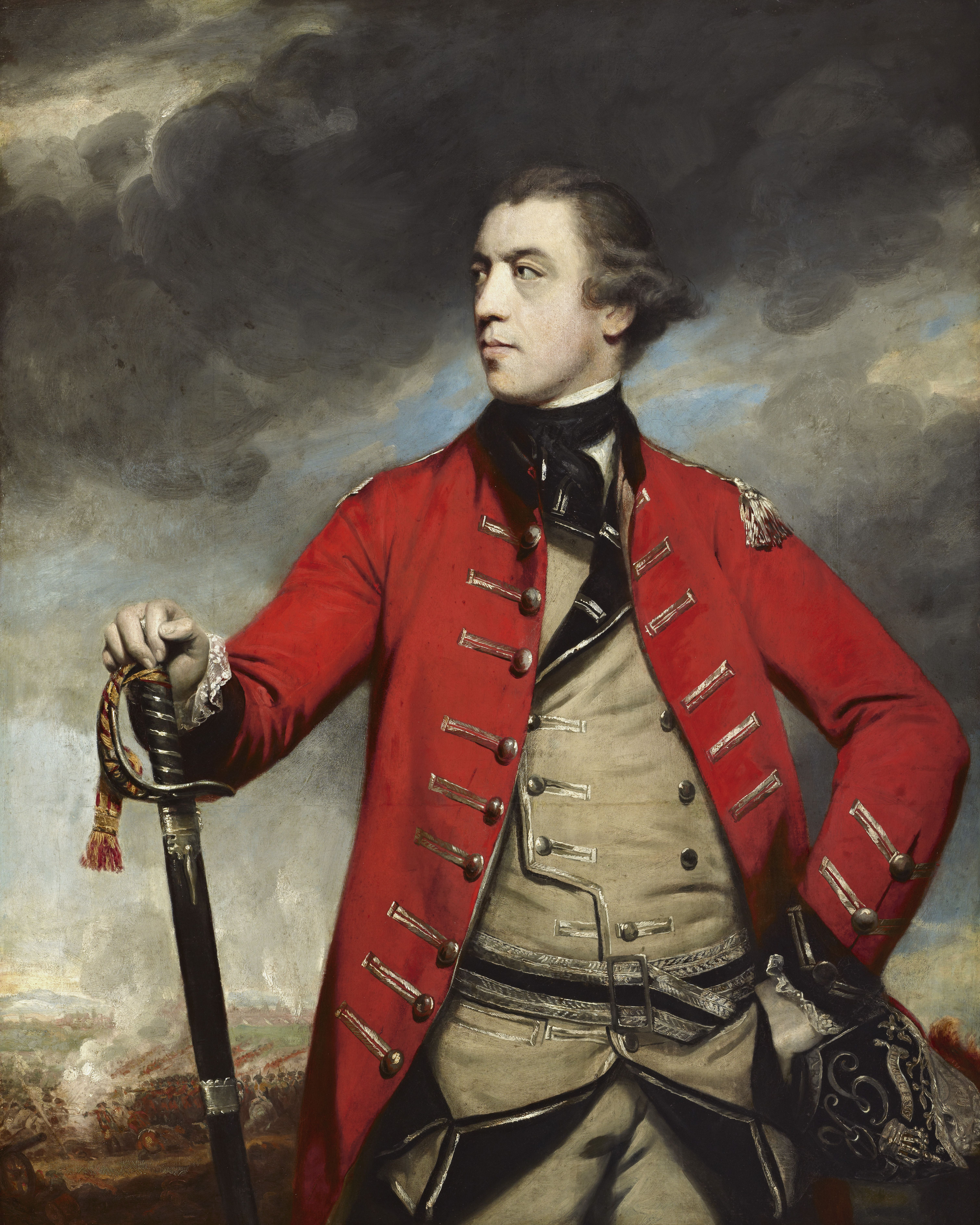
General John Burgoyne, gemalt von Joshua Reynolds, circa 1766

Die Hessen-Hanauer Infanterie und Artillerie unterstanden dem englischen General John Burgoyne und nahmen mit diesem zusammen mit braunschweigischen Einheiten unter General Riedesel von Juni bis Oktober 1777 am Saratoga-Feldzug teil. Ziel war es, mit drei getrennten Streitmächten auf Albany vorzustoßen und das Territorium der amerikanischen Rebellen dadurch in zwei Teile zu trennen. Die Hauptstreitmacht wurde von General Burgoyne befehligt, die Mohawk-Expedition u. a. mit den Hanauer Jägern von Oberstleutnant Barry St. Leger sowie eine dritte Armee unter General William Howe, die von New York her vorstoßen sollte.

#### Eroberung von Fort Ticonderoga (Juli 1777)

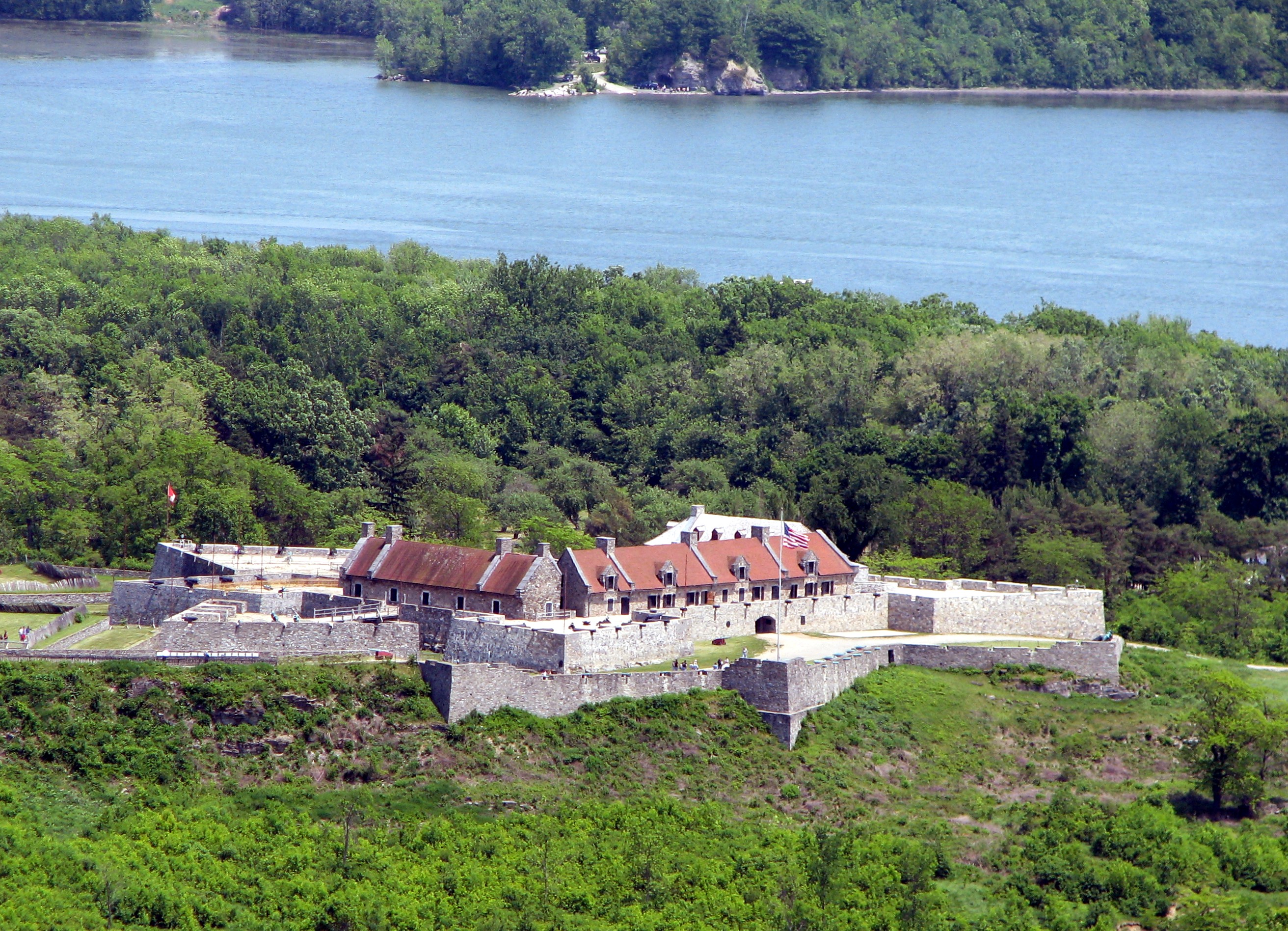
Fort Ticonderoga

Am 5. und 6. Juli 1777 fand die Schlacht bei Fort Ticonderoga statt (zwischen Montreal und Albany gelegen). Eine englische Armee von 7000 Soldaten, darunter die Hanauer Truppen, sowie 800 Kanadier kämpften unter General Burgoyne gegen 3000 Amerikaner und nahmen das Fort ein.

#### Schlacht von Bennington (August 1777)
General John Burgoyne versuchte, durch das nördliche Hudson-River-Tal nach Albany vorzudringen. Nach mehreren britischen Siegen in Hubbardton und Fort Ticonderoga war es Burgoynes Plan, die amerikanischen Kräfte in diesem Gebiet zu besiegen und dann von Albany aus weiter nach Süden zu ziehen, um die amerikanischen Kolonien in zwei Teile zu spalten.
In der Schlacht von Bennington am 16. August 1777 wurden die britischen Streitkräfte und die deutschen Hilfstruppen durch amerikanische Truppen geschlagen. Die britischen und deutschen Gesamtverluste bei Bennington wurden mit 200 Toten und 700 Gefangenen beziffert, gegenüber 40 toten und 30 verwundeten Amerikanern.

#### Schlacht von Saratoga (Sept. / Okt. 1777)

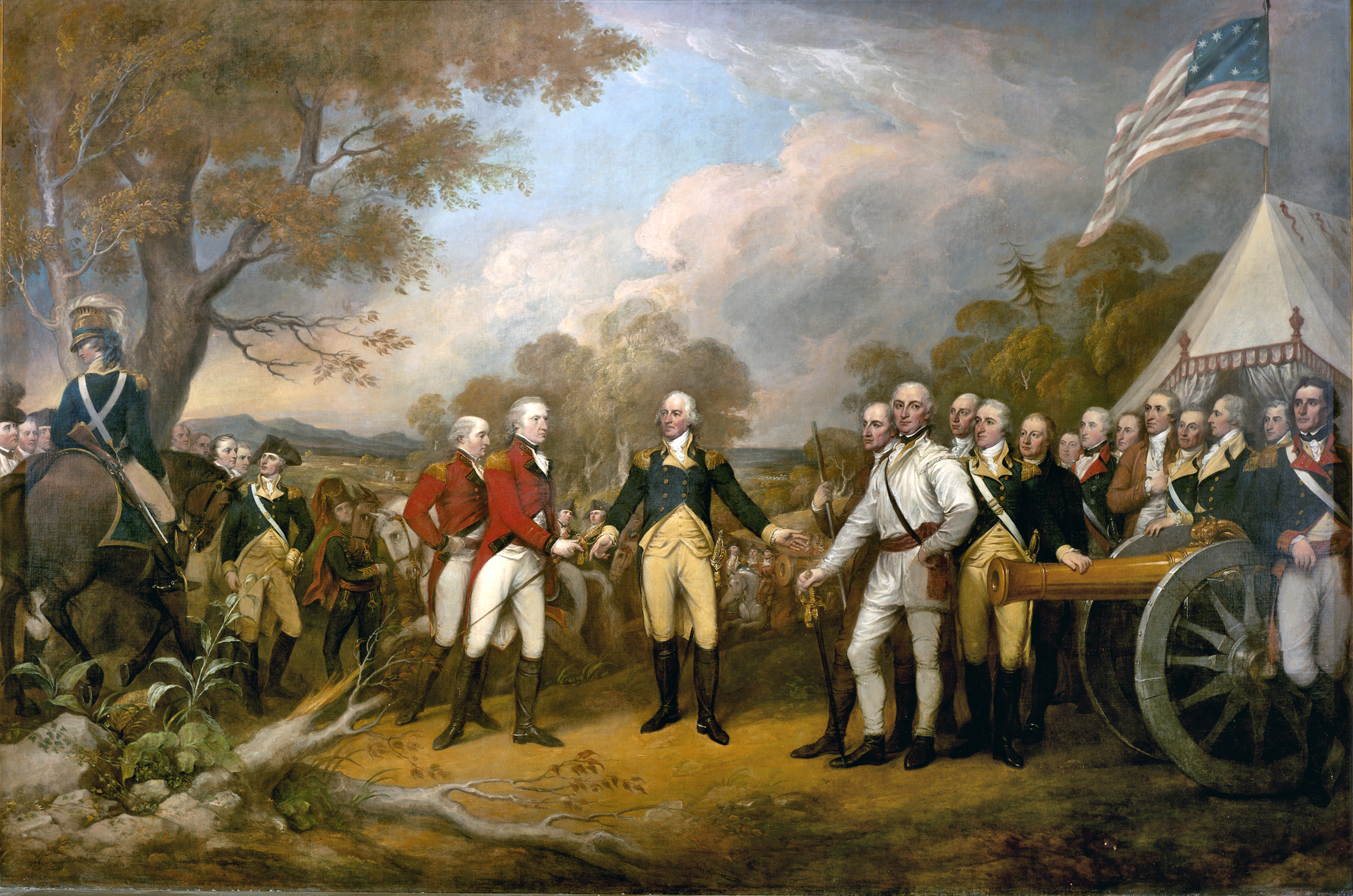
General Burgoyne kapituliert in Saratoga

Unter General Burgoyne nahmen die Hanauer im September und Oktober 1777 an der Schlacht von Saratoga (im heutigen Bundesstaat New York) teil. Die aus zwei Einzelschlachten (Schlacht von Freemans Farm sowie Schlacht von Bemis Heights) bestehende Schlacht wird als Wendepunkt im Amerikanischen Unabhängigkeitskrieg und entscheidende Schlacht in der amerikanischen Geschichte angesehen. Die britische Streitkraft unter General John Burgoyne wurde geschlagen und schließlich zur Kapitulation genötigt. Durch diese Kapitulation kamen die Hessen-Hanauer Truppen bis Kriegsende 1783 in Massachusetts und später in Virginia in Gefangenschaft.
Die Gesamtzahl der Gefangenen (Briten, Braunschweiger und Hanauer) betrug 5803 Mann, worunter aber nur 3500 kampffähig waren. Von deutschen Truppen befanden sich dabei 112 Offiziere, 248 Unteroffiziere, 76 Spielleute, 1815 Soldaten und 180 Diener, im Ganzen also 2431 Mann. Die gesamte Artillerie, die aus 30 Kanonen und Haubitzen bestand, 7000 Gewehre, die Zelte und alle übrigen Vorräte fielen den Amerikanern als Beute zu. Bis zum 6. Oktober 1777 hatten die Briten 1415, die Braunschweiger 1014 und die Hessen-Hanauer 108 Mann vor dem Feinde verloren.

### Mohawk-Expedition

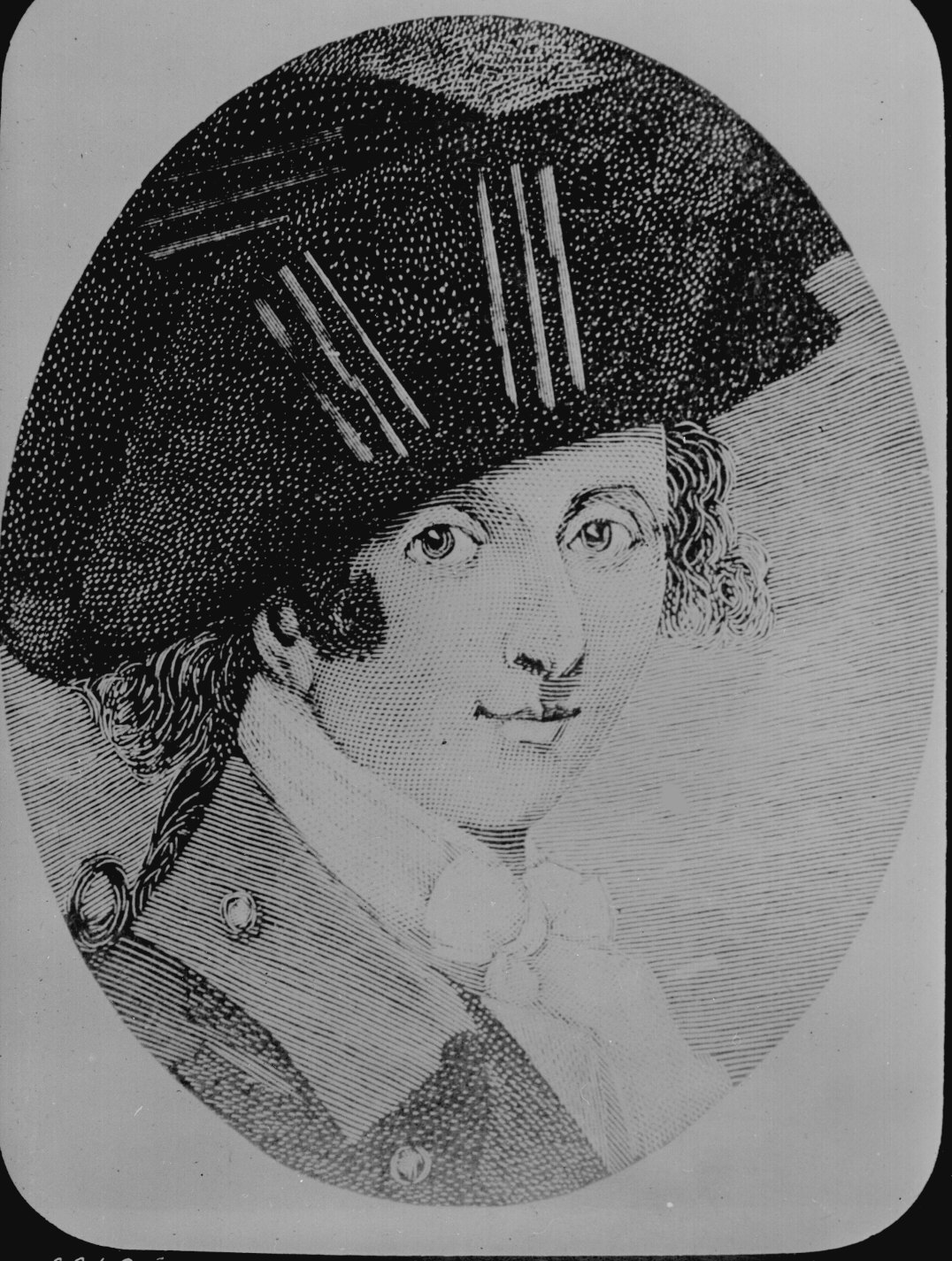
Oberstleutnant Barry St. Leger

Zeitgleich zum Saratoga-Feldzug von General Burgoyne fand unterstützend die Mohawk-Expedition unter Oberstleutnant Barry St. Leger statt.
Ihm unterstanden das neu errichtete Provinzialregiment Johnston, drei Kompanien kanadischer Freiwilliger, die erste Hessen-Hanauer Jägerkompanie, 140 Abkommandierte vom 34. Regiment und ebenso viele vom 8. Regiment, sowie sämtliche Indianer, die sich in Niagara gesammelt hatten, etwa 2000. Seine gesamte Streitmacht war etwas über 3000 Mann stark.
Die St. Leger zugeordnete Jägerkompanie war die erste, die der Graf von Hessen-Hanau nach Amerika geschickt hatte. Diese hatte Hanau am 7. März 1777 verlassen und Kanada am 11. Juni erreicht. Sie wurde sofort vom Gouverneur den bereits losgezogenen Truppen auf dem Sankt-Lorenz-Strom nachgeschickt. Die Kompanie wurde von Oberleutnant Philipp Jakob Hildebrand geführt.
St. Legers Armee sollte von Fort Oswego aus nach Fort Stanwix ziehen und das Fort einnehmen. Dadurch sollte er auch das amerikanische Korps unter General Schuyler binden, damit dieses nicht in den Saratoga-Feldzug Burgoynes eingreifen konnte. Dann sollte St. Leger weiter auf dem Mohawk River vorstoßen und dort etwaig liegende Befestigungen zerstören und sich schließlich bei Albany wieder mit General Burgoynes Armee vereinen.

#### Marsch nach Fort Stanwix
St. Legers Korps brach in den ersten Julitagen 1777 aus der Gegend von Montreal auf, nachdem sich die hierzu erwarteten Indianer dort versammelt hatten. Langsam ging die Fahrt auf Flachbooten den Lorenzstrom hinauf und an einigen Stellen mussten die Boote über Land getragen werden, um die Stromschnellen oder Wasserfälle zu umgehen. Dann ging die Fahrt ein Stück über den breiten Ontariosee, an dessen südlichem Ufer das Fort Oswego lag. Am 25. Juli 1777 verließ das Korps Fort Oswego und folgte zunächst dem Flusslauf und marschierte dann zu Fuß weiter zum Mohawk, an dem das von den Amerikanern besetzte Fort Stanwix lag.

#### Belagerung von Fort Stanwix und Schlacht von Oriskany

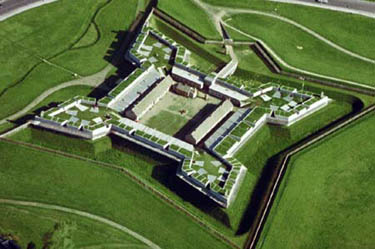
Fort Stanwix

Fort Stanwix im westlichen Teil des Mohawk River Valley war damals der Hauptverteidigungspunkt der Kontinentalarmee gegen die britischen Streitkräfte.
Die Belagerung des Forts begann am 2. August 1777. Am folgenden Tag wurde das Fort, nachdem die Besatzung eine Übergabe abgelehnt hatte, erfolglos bestürmt. Am 5. August rückte ein beinahe 1000 Mann starker Entsatz heran.
St. Leger teilte sein Korps. Die amerikanischen Entsatztruppen unter General Herkimer wurden am 6. August in einem Hinterhalt angegriffen. Hieraus entstand die Schlacht von Oriskany, die eine der blutigsten Schlachten im Amerikanischen Unabhängigkeitskrieg war. Auf britischer Seite kämpften zum größeren Teil reguläre Truppen, worunter auch die Hanauer Jäger waren, die übrigen waren Indianer. Der Überfall gelang so vollständig, dass kaum die Hälfte der amerikanischen Miliz entkam und General Herkimer tödlich verwundet wurde.
Während St. Leger seine Truppen geteilt hatte, machten die Belagerten aus Fort Stanwix einen Ausfall und plünderten St. Legers Lager. Dies war ein empfindlicher Verlust, da in den unwirtlichen Gegenden fast alle Lebensmittel mitgeführt werden mussten. Zudem näherte sich ein weiterer 2000 Mann starker Entsatz unter General Arnold, wodurch die Indianer die Truppe verließen oder darum baten, dass sie wieder zurückgeführt werden mochten. Daraufhin hob St. Leger am 23. August die Belagerung des Forts auf leitete den Rückzug ein. Die Zelte, Geschütze und Vorräte wurden dabei zurückgelassen.

### Einsatz in Kanada
Der Großteil des Hanauer Jägerkorps nahm nicht am Hauptzug von General Burgoynes Saratoga-Feldzug teil, sondern an der Mohawk-Expedition von Barry St. Leger und geriet deshalb nicht in Gefangenschaft.
Sie wurden auch später nicht mehr in große Schlachten verwickelt, ebenso wie die später in Kanada eintreffenden Hanauer Ersatzsoldaten. Die Jäger wurden unter Oberst v. Creuzburg zu Streifzügen und Spähtrupps in der Wildnis zur Sicherung der kanadischen Kolonie eingesetzt.

## Nachwirkung

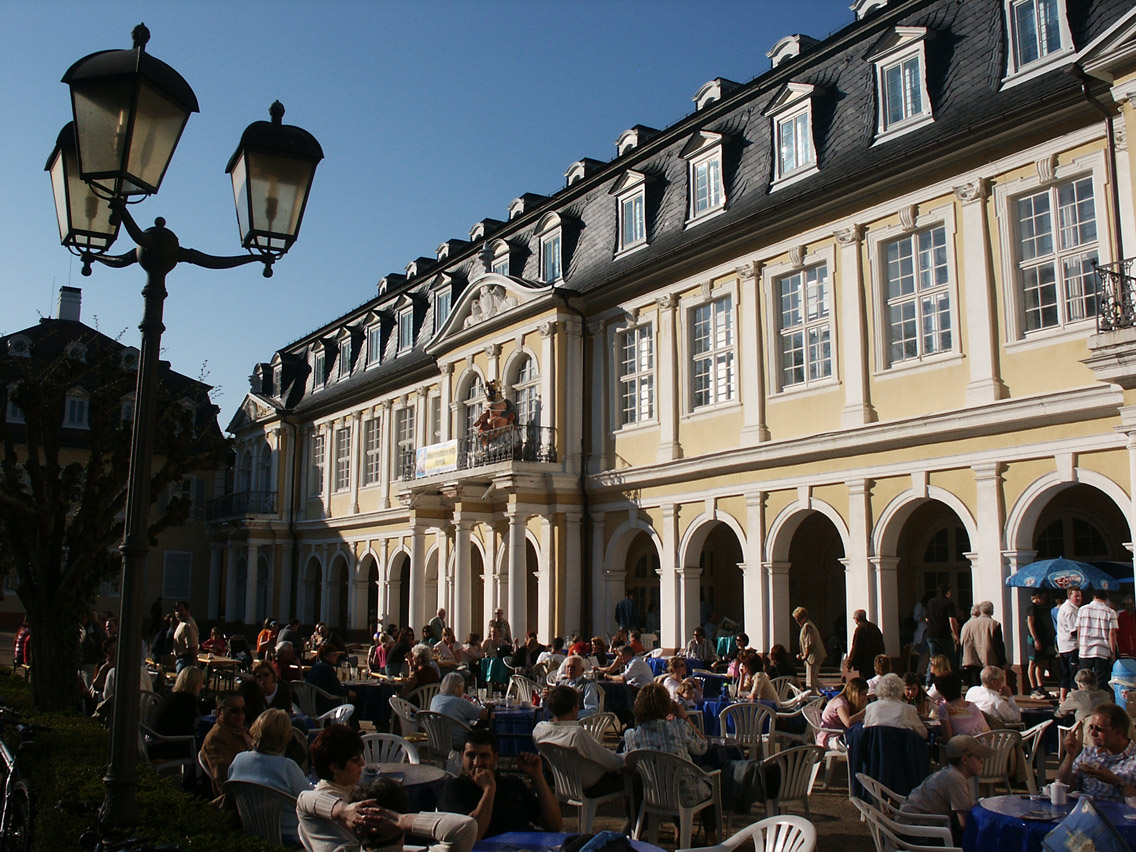
Kuranlage Hanau-Wilhelmsbad

Von einem Teil der Subsidiengelder ließ Graf Wilhelm von Hessen-Hanau die Kuranlage Wilhelmsbad bei Hanau errichten.
Baubeginn war 1777. Für die gesamte Kuranlage musste er lediglich sechs Prozent (260.000 Gulden) seiner erlösten Subsidiengelder ausgeben.
Erbprinz Wilhelm war in der Folge einer der reichsten deutschen Fürsten seiner Zeit. Mit Hilfe der Rothschild-Bank konnte er sein Vermögen auch während der späteren französischen Besetzung seiner Landgrafschaft erhalten und sogar vermehren.